# Rygar
Rygar, in Giappone Argus no senshi (アルゴスの戦士?, Arugosu no senshi, lett. "Il guerriero di Argus"), è un videogioco arcade del 1986 sviluppato da Tecmo. Videogioco a piattaforme, il protagonista è un guerriero che combatte attraverso un paesaggio fantasy. Il gioco è stato convertito su Sharp X68000, Commodore 64, Sega Master System (solo Giappone, come Argos no jūjiken), Spectrum 48K, Amstrad 6128 e Atari Lynx, in alcuni casi con il sottotitolo Rygar: Let's Fight!. È stato inoltre incluso in una raccolta di giochi chiamata Tecmo Classic Arcade di Xbox.
Per Nintendo Entertainment System e PlayChoice-10 venne pubblicato nel 1987 un Rygar (Arugosu no Senshi: Hachamecha Daishingeki in Giappone) con la stessa ambientazione, ma con meccanica di gioco completamente diversa dall'originale.
Ne esiste un seguito,  Rygar: The Legendary Adventure, uscito nel novembre 2002 per PlayStation 2, con grafica 3D. Quest'ultimo è stato convertito anche per Wii nel 2008, col titolo Rygar: The Battle of Argus.

## Trama
Il gioco inizia con la seguente introduzione (traduzione non ufficiale):
Rygar è il nome del Leggendario Guerriero che affronta da solo intere orde di creature mostruose per riconquistare le terre del suo popolo.

## Modalità di gioco
Si tratta di un gioco a piattaforme a scorrimento orizzontale verso destra e brevi sezioni in verticale, dove il giocatore controlla il protagonista combattendo attraverso sfondi brulli, infestati da creature ostili, per 27 livelli. L'ultimo di essi si svolge nel palazzo dell'unico boss del gioco, che andrà affrontato alla fine. 
Rygar può correre, saltare (anche sopra i nemici per stordirli temporaneamente), abbassarsi e arrampicarsi su funi. L'arma di Rygar è uno scudo chiodato legato a una lunga catena, in grado di colpire a distanza, anche verso l'alto, oppure di ruotare attorno al personaggio mentre salta (nelle versioni per computer a 8 bit lo scudo appare senza catena).
Si può perdere una vita toccando i nemici o venendo a contatto coi proiettili che alcuni di essi lanciano, o anche cadendo nei precipizi. Ogni livello va completato entro un determinato limite di tempo, altrimenti appare un mostro di grandi dimensioni, invulnerabile, ma che morirà se il giocatore riesce ad arrivare alla fine del livello.
Si possono trovare bonus e potenziamenti per l'arma, i primi si trovano all'interno di simulacri di pietra da distruggere mentre i secondi vengono rilasciati casualmente dopo un certo numero di uccisioni una o due volte per livello. I potenziamenti sono in tutto cinque, di cui uno a forma di croce, che fa diventare il personaggio temporaneamente invulnerabile; questo special si trova soltanto in determinati livelli ma può essere ottenuto anche colpendo a ripetizione il raro item rosso contrassegnato dal punto interrogativo. Se il giocatore possiede gli altri quattro special, al loro posto apparirà un bonus in punti. 
Le cinque icone dei potenziamenti attivi vengono mostrate alla base dello schermo. 
Se si perdono tutte le vite a disposizione sarà possibile continuare con punteggio azzerato solo se i DIP switch sulla scheda sono settati in tal senso. Con i settaggi base della macchina dopo il livello 21 non è possibile continuare.